# Deutsches Thermometermuseum Geraberg

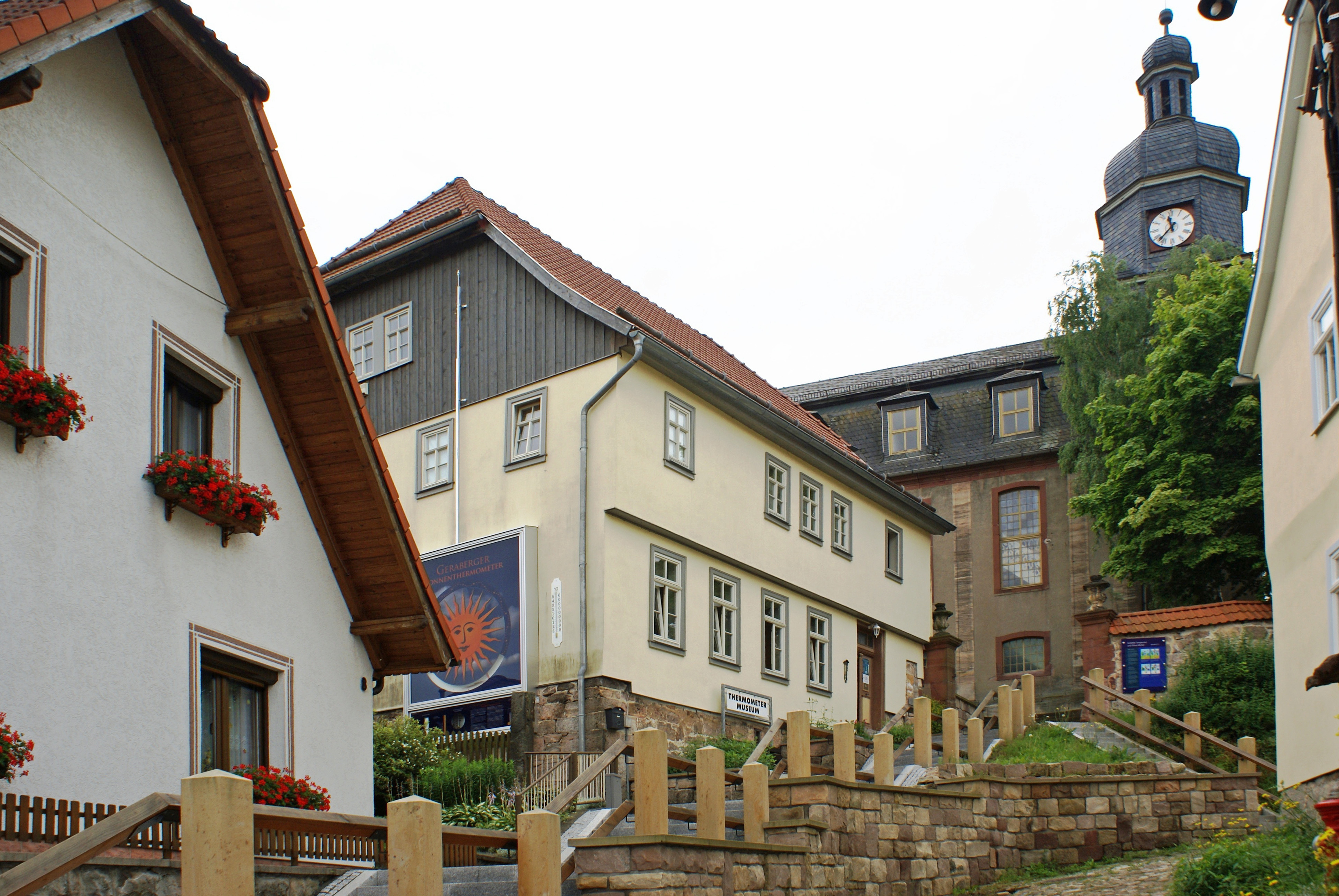
Deutsches Thermometermuseum

Das Deutsche Thermometermuseum Geraberg ist ein technisches Museum im historischen Ortskern von Geraberg in Thüringen. In ihm wird die Entwicklung der Temperaturmessung von den Anfängen durch Galileo Galilei über Berührungsthermometer bis zur heutigen technischen Temperaturermittlung durch Widerstandsthermometer, Thermoelemente und elektronische Messverfahren dokumentiert.
Das Museum entstand in Geraberg, da in dieser Gegend des Thüringer Waldes die technische Glasinstrumentenproduktion eine lange Tradition hat und in der Vergangenheit einen Hauptindustriezweig darstellte. Zahlreiche Exponate stammen unmittelbar aus der Region, etwa aus „Glasmacherdörfern“ wie Gehlberg oder Stützerbach sowie aus der industriellen Produktion des 19. und 20. Jahrhunderts in Ilmenau und Geraberg selbst.